# Seznam dílů seriálu Mandalorian
Toto je seznam dílů seriálu Mandalorian.

## Přehled řad
| Řada | Díly          | Premiéra na Disney+ | Premiéra na Disney+ |
| Řada | Díly          | První díl           | Poslední díl        |
| ---- | ------------- | ------------------- | ------------------- |
| 1    | 8             | 12. listopadu 2019  | 27. prosince 2019   |
| 2    | 8             | 30. října 2020      | 18. prosince 2020   |
| 3    | 8             | 1. března 2023      | 19. dubna 2023      |
| 4    | bude oznámeno | bude oznámeno       | bude oznámeno       |

## Seznam dílů

### První řada (2019)
| Č. v seriálu | Č. v řadě | Původní název              | Český název             | Režie               | Scénář                           | Premiéra na Disney+ |
| ------------ | --------- | -------------------------- | ----------------------- | ------------------- | -------------------------------- | ------------------- |
| 1            | 1         | Chapter 1: The Mandalorian | Kapitola 1: Mandalorian | Dave Filoni         | Jon Favreau                      | 12. listopadu 2019  |
| 2            | 2         | Chapter 2: The Child       | Kapitola 2: Dítě        | Rick Famuyiwa       | Jon Favreau                      | 15. listopadu 2019  |
| 3            | 3         | Chapter 3: The Sin         | Kapitola 3: Hřích       | Deborah Chow        | Jon Favreau                      | 22. listopadu 2019  |
| 4            | 4         | Chapter 4: Sanctuary       | Kapitola 4: Útočiště    | Bryce Dallas Howard | Jon Favreau                      | 29. listopadu 2019  |
| 5            | 5         | Chapter 5: The Gunslinger  | Kapitola 5: Pistolník   | Dave Filoni         | Dave Filoni                      | 6. prosince 2019    |
| 6            | 6         | Chapter 6: The Prisoner    | Kapitola 6: Vězeň       | Rick Famuyiwa       | Christopher Yost a Rick Famuyiwa | 13. prosince 2019   |
| 7            | 7         | Chapter 7: The Reckoning   | Kapitola 7: Zúčtování   | Deborah Chow        | Jon Favreau                      | 18. prosince 2019   |
| 8            | 8         | Chapter 8: Redemption      | Kapitola 8: Vykoupení   | Taika Waititi       | Jon Favreau                      | 27. prosince 2019   |

### Druhá řada (2020)
| Č. v seriálu | Č. v řadě | Původní název             | Český název              | Režie               | Scénář        | Premiéra na Disney+ |
| ------------ | --------- | ------------------------- | ------------------------ | ------------------- | ------------- | ------------------- |
| 9            | 1         | Chapter 9: The Marshal    | Kapitola 9: Šerif        | Jon Favreau         | Jon Favreau   | 30. října 2020      |
| 10           | 2         | Chapter 10: The Passenger | Kapitola 10: Pasažérka   | Peyton Reed         | Jon Favreau   | 6. listopadu 2020   |
| 11           | 3         | Chapter 11: The Heiress   | Kapitola 11: Dědička     | Bryce Dallas Howard | Jon Favreau   | 13. listopadu 2020  |
| 12           | 4         | Chapter 12: The Siege     | Kapitola 12: Infiltrace  | Carl Weathers       | Jon Favreau   | 20. listopadu 2020  |
| 13           | 5         | Chapter 13: The Jedi      | Kapitola 13: Jedi        | Dave Filoni         | Dave Filoni   | 27. listopadu 2020  |
| 14           | 6         | Chapter 14: The Tragedy   | Kapitola 14: Tragédie    | Robert Rodriguez    | Jon Favreau   | 4. prosince 2020    |
| 15           | 7         | Chapter 15: The Believer  | Kapitola 15: Přesvědčení | Rick Famuyiwa       | Rick Famuyiwa | 11. prosince 2020   |
| 16           | 8         | Chapter 16: The Rescue    | Kapitola 16: Záchrana    | Peyton Reed         | Jon Favreau   | 18. prosince 2020   |

### Třetí řada (2023)
| Č. v seriálu | Č. v řadě | Původní název                      | Český název                    | Režie               | Scénář                    | Premiéra na Disney+ |
| ------------ | --------- | ---------------------------------- | ------------------------------ | ------------------- | ------------------------- | ------------------- |
| 17           | 1         | Chapter 17: The Apostate           | Kapitola 17: Odpadlík          | Rick Famuyiwa       | Jon Favreau               | 1. března 2023      |
| 18           | 2         | Chapter 18: The Mines of Mandalore | Kapitola 18: Doly na Mandaloru | Rachel Morrison     | Jon Favreau               | 8. března 2023      |
| 19           | 3         | Chapter 19: The Convert            | Kapitola 19: Obrácení          | Lee Isaac Chung     | Noah Kloor a Jon Favreau  | 15. března 2023     |
| 20           | 4         | Chapter 20: The Foundling          | Kapitola 20: Nalezenec         | Carl Weathers       | Jon Favreau a Dave Filoni | 22. března 2023     |
| 21           | 5         | Chapter 21: The Pirate             | Kapitola 21: Pirát             | Peter Ramsey        | Jon Favreau               | 29. března 2023     |
| 22           | 6         | Chapter 22: Guns for Hire          | Kapitola 22: Žoldnéři          | Bryce Dallas Howard | Jon Favreau               | 5. dubna 2023       |
| 23           | 7         | Chapter 23: The Spies              | Kapitola 23: Spiknutí          | Rick Famuyiwa       | Jon Favreau a Dave Filoni | 12. dubna 2023      |
| 24           | 8         | Chapter 24: The Return             | Kapitola 24: Návrat            | Rick Famuyiwa       | Jon Favreau               | 19. dubna 2023      |

### Čtvrtá řada
Tvůrce seriálu Jon Favreau v rozhovoru oznámil, že pracuje na čtvrté řadě.